# 克什米尔战争
克什米尔战争，也被称为1947年印巴战争、第一次克什米尔战争或第一次印巴戰爭，是印度与巴基斯坦之间就克什米尔地区的主权问题于1947年到1949年爆发的一场战争。它是印度与巴基斯坦之间三场大规模战争中的第一场。

## 起因

1947年，印巴分治，與難民移動路線

在英国殖民时期，克什米爾實際由英國保護國克什米爾-查謨土邦所統治。英国从印度撤军以後，从英属印度独立出来的两个国家印度和巴基斯坦都要求克什米尔加入。查謨邦上層王公貴族大都屬印度教徒，希望加入印度；而下層平民百姓大都屬穆斯林，希望加入伊斯兰教国家巴基斯坦。瑪哈拉賈（邦主）哈里·辛格則希望能保持克什米爾的独立地位，因此推迟对这个问题的决定。英国撤军以後一支由亲巴基斯坦的普什图部落和巴尔蒂斯坦士兵组成的军队从巴基斯坦西北边省入侵克什米尔。辛格仓促逃离克什米尔，逃往印度，印度借此机会也进军克什米尔，克什米尔战争爆发。
印巴分治後英國國王佐治六世也是兩國名义上的元首，但在國王不協調各個英聯邦王國的外交政策下，缺乏實質政治意義，國王在國際衝突中的角色顯得矛盾。在這次印巴戰爭中，以國王為元首的印度與同樣屬於自己統治的巴基斯坦進行戰爭。此事被戲稱是「國王自己的政府，反對效忠自己的軍隊，與另一個由自己統治的國家進行戰爭」。而英国政府本身则保持了中立，并支持联合国处理此事。

## 战争概述
入侵克什米尔的巴基斯坦軍隊自稱為“克什米尔解放军”，是一支受巴基斯坦援助的地方军，在战争中若干的优势：
- 战前克什米尔本土的军队分散在整个地区来维持当地的秩序，它的部署不适宜抵抗全面入侵。
- 一些克什米尔本土军队后来加入了印度军队。
- 克什米尔解放军不断受到巴基斯坦正规军的支持，而且随着战争的持续越来越多巴基斯坦正规军士兵加入克什米尔解放军。
- 有可能英国军官帮助计划巴基斯坦的入侵。

因此克什米尔的正规军很快就被入侵的克什米尔解放军击溃。但是入侵军未能尽快利用其优势，印度使用空军加强克什米尔的抵抗。1947年底巴基斯坦的入侵受阻，除喜马拉雅山脉高地地区外入侵军未能继续进军。1948年6月在喜马拉雅山地巴基斯坦入侵军在列城外郊也被击退。1948年内双方未能取得更多的战略优势，战线固化。1948年12月31日双方达成停火协议。

## 战争过程

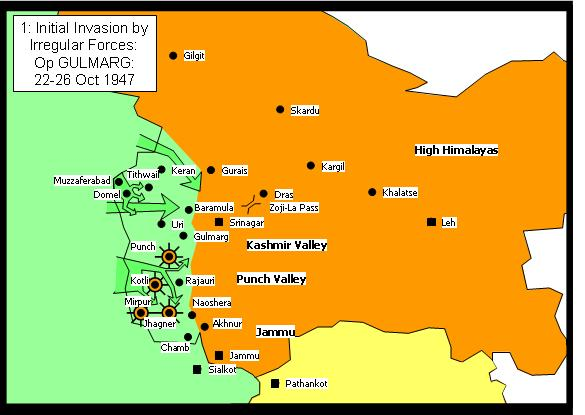
1947年10月22日至26日

克什米尔战争可以分十个阶段。

### 1947年10月22日至26日，巴基斯坦攻入
1947年10月22日一支强大的非正规军从巴基斯坦入侵卡克什米尔，其目标是克什米尔的首都斯利那加，克什米尔军队很快被击溃，通向斯里那加的道路敞开了。局部也发生了克什米尔正规军倒向克什米尔解放军的现象。克什米尔土邦主哈里·辛向印度政府求援。印度政府对辛说：只有在辛签署加入印度联邦的情况下印度才能够向克什米尔出兵来保护其联邦领土。辛立刻签署了加入印度的声明。印度立刻出兵克什米尔，抵挡住了克什米尔解放军的进攻，防止了斯利那加被占。巴基斯坦的非正规军纪律败坏，许多士兵在掠夺了被占领的城市后就回家了，因此巴基斯坦也未能及时加强它的进攻。在巴基斯坦边境地区的旁切谷（Punch Valley）的克什米尔退入城市，这些城市被包围。

### 1947年10月27日至11月17日，印度攻入克什米尔谷

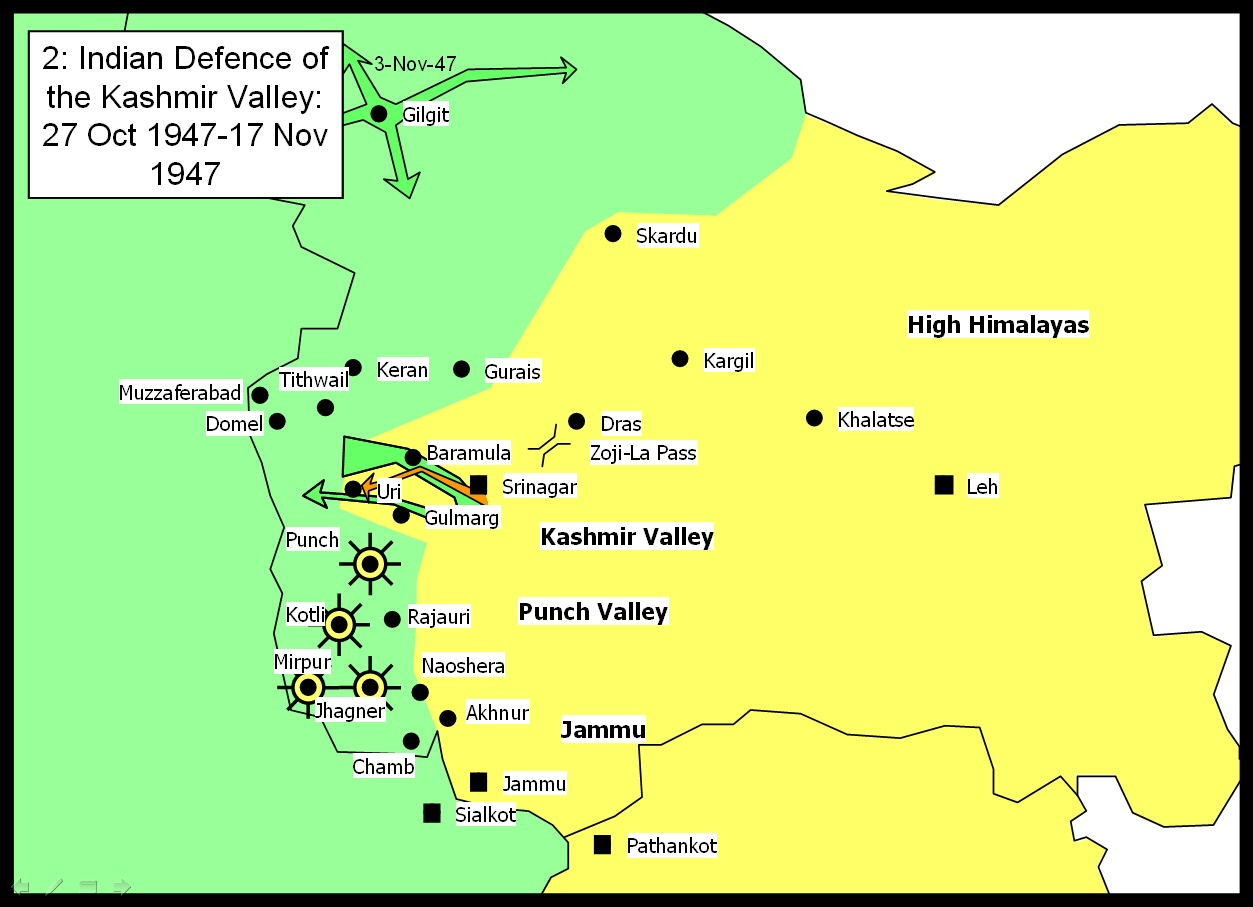
1947年10月27日至11月17日

印度军队被迅速通过空军投入斯利那加的防御战，很快就击败了市郊的非正规军。在这场防御战中尤其印度的装甲车的侧翼行动起了巨大的作用。克什米尔解放军败退到巴拉穆拉和乌里，这两座城市均被印军收复。在旁切谷克什米尔正规军依然受困。就在此时吉尔吉特的军队倒向巴基斯坦，使得克什米尔解放军获得了克什米尔的最北部地区。吉尔吉特受到了奇特拉尔地区军队的帮助。奇特拉尔在此前就已经决定加入巴基斯坦了。由于奇特拉尔与吉尔吉特之间文化与历史的联系奇特拉尔的首长决定帮助吉尔吉特，出兵克什米尔。

### 1947年11月18日至26日，试图援救旁切
印度军队没有追击被击溃的克什米尔解放军，而是向南试图解旁切的围，但是这个行动没有成功，主要是因为侦探不足，对当地的道路的困难的低估。虽然印军到达了旁切，但是未能达到解围的目的。另一支从南面过来的解围军只到达了克特里（Kotli），营救了当地的困军返回，米尔布尔被克什米尔解放军占领。

### 1947年11月25日至1948年2月6日，江格被占，对那奥歇拉和乌里的进攻

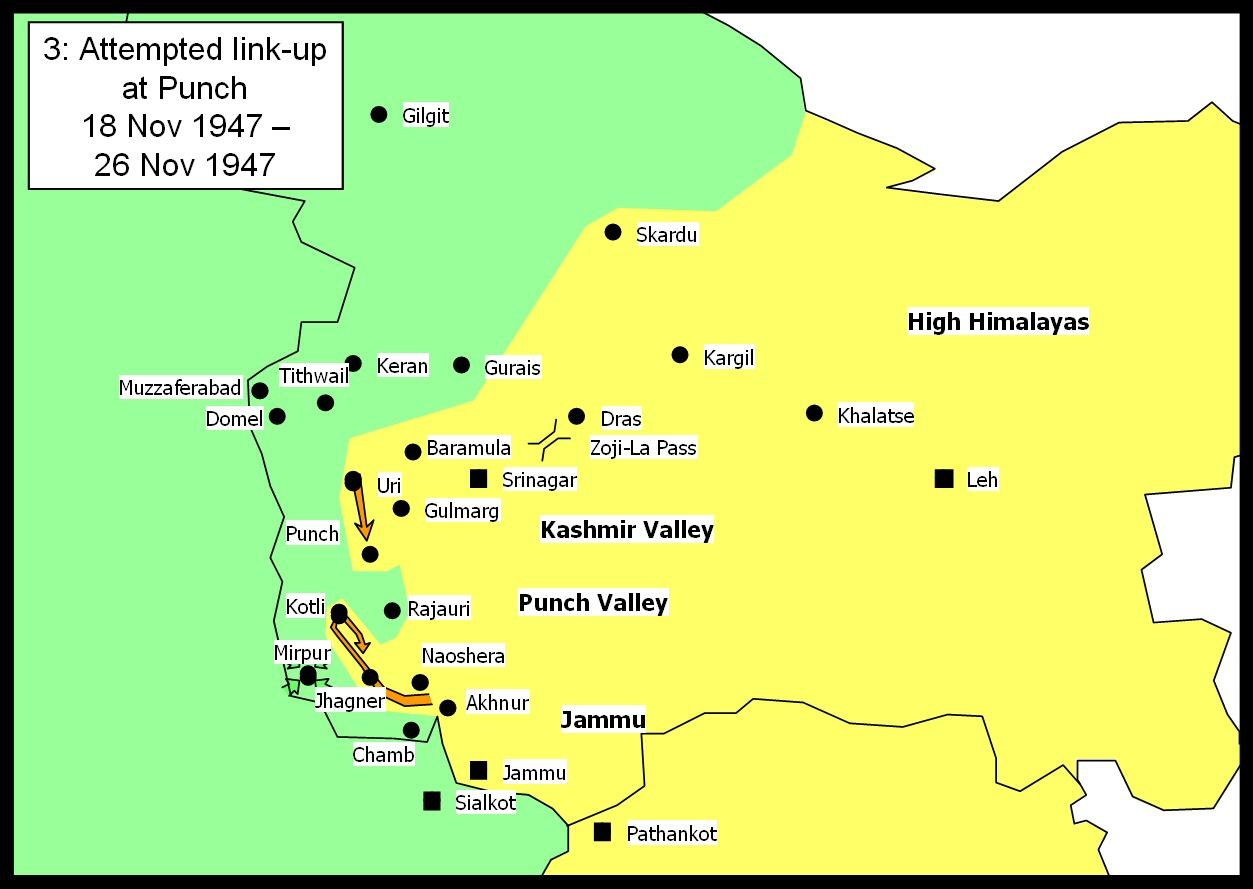
1947年11月18日至26日

克什米尔解放军进攻并占领了江格（Jhanger），并成功地攻击了那奥歇拉（Naoshera），对乌里的进攻未成功。与此同时在南部印度成功地解围尚贝（Chumb）。由于印度军队不断进入克什米尔，战线开始固定化。

### 1948年2月7日至5月1日，反攻江格
在南方印军反攻重占江格和拉贾乌里，在克什米尔谷克什米尔解放军继续攻击乌里。在北部克什米尔解放军开始围攻斯卡都。

### 1948年5月1日至19日，印军春季攻势
印军在江格击退多次受到巴基斯坦正规军加强的克什米尔解放军的进攻，在克什米尔谷印军重新占领底斯威尔（Tithwail）。在喜马拉雅山高地上克什米尔进展迅速，其渗入的军队围攻列城，攻破卡吉尔，并击退了一支援救斯卡都的印军。

### 1948年5月19日至8月14日，古拉布行动和消灭行动
在克什米尔谷印军继续进攻并开始向北扩展，攻克克兰（Keran）和古拉伊斯（Gurais），印军还击退了一次向底斯威尔的反攻。在旁切被围的军队得以突围，一度与外交获得联系。克什米尔正规军在斯卡都抵挡了吉尔吉特军队的进攻，因此吉尔吉特军队无法继续对列城的攻击。8月奇特拉尔军队使用炮兵攻破斯卡都后吉尔吉特军开始向拉达克进攻。

### 1948年8月15日至11月1日，鸭行动
此时双方的行动都开始减少。印军进攻德拉斯（Dras）的企图是唯一的一次大的军事行动，但是失败。旁切依然受困。

### 1948年11月1日至26日，简单行动，旁切解围
此时印度开始占上手，在被围一年后旁切终于解围。吉尔吉特军队在喜马拉雅山高地终于被击溃。印军一直追击到卡吉尔，然后因补给困难停止追击。使用坦克印军克服了祖吉拉山口重占德拉斯。这是第一次在这样的高地上使用坦克，印度的坦克战术是基于1945年在缅甸获得的经验总结出来的。

### 1948年11月27日至12月31日，走向停火

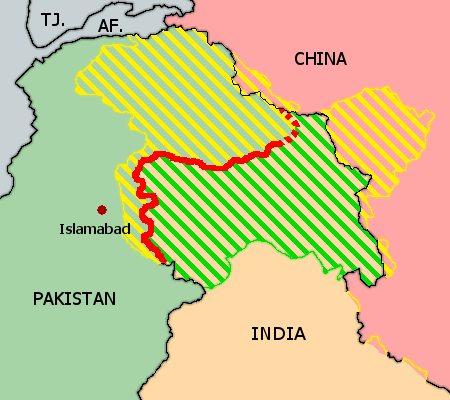
克什米尔地区的印巴停火线，後来转变为“控制线”，1962年中印战争和1985年锡亚琴冲突後形成现状，2003年卡吉尔战争後停火至今

巴基斯坦认识到它无法获得任何进展，因此决定停火。联合国安理会出面调停了一个于1948年12月31日生效的停火协议。但是就在停火前数日巴基斯坦突然进行反击，割断了旁切与乌里之间的道路。在再次协商后双方同意停火。停火条件是联合国于8月13日提出的一个决议，于1949年1月5日生效。巴基斯坦必须撤出所有它的正规和非正规军。印度可以保留小部分军队维持秩序。同时决定由公民投票来决定克什米尔的未来。此后双方正式划定了印巴停火线。
战争双方共有约1500名士兵阵亡。巴基斯坦获得了克什米尔约2/5的地盘。

## 军事经验

### 武器使用
印军在两个阶段里使用了少量轻坦克和装甲车，这些装甲车和坦克在这两个阶段起了非常重要的作用：
- 在防御入侵军攻克斯利那加的防御战中使用了两辆装甲车从对方背面突袭
- 在攻克祖吉拉山口时使用了11辆轻型坦克。

这两次作战的经验是假如装甲车出其不意地出现的话会造成巨大的心理作用。轻装甲车对躲在它们后面的步兵的心理影响也是不可忽略的。而且在这些情况下对方没有使用反坦克武器，因为对方没有作相应的准备。这次战争中装甲兵的应用对印度的军事战术有非常大的影响，因此在1962年的中印边境战争中印度花费了巨大的资源在不适合的達旺地区部署装甲兵，而且其作用很小。

### 战线的变化
在军队密度达到一定程度后战线的变化非常小，往往只是占据一个村庄或者山头，但是在军队密度小的地方战线的推进速度可以非常快。

### 军队部署
克什米尔正规军分布在边境各地，因此无法面对正规进攻，1971年的印巴战争中印度使用类似的战术来支援东巴基斯坦的抵抗（孟加拉国解放战争）。

## 结果
克什米尔丧失了独立。1948年停火线成为克什米尔的实际分裂线，巴基斯坦占据克什米尔的2/5，印度占据3/5。印度占据克什米尔比较富饶、繁茂和人口密集的克什米尔谷地。1956年这个地区成为印度的查谟-克什米尔邦。